# 서서평
서서평(徐舒平, 1880년 9월 26일 ~ 1934년 6월 26일)은 독일 출신의 미국인 간호사이자 선교사로, 한국에서 22년간 봉사했다. 본명은 엘리자베스 요한나 셰핑(Elisabeth Johanna Shepping)이다. 셰핑은 이디시어로 샘에서 무엇을 끌어내다, 그로부터 큰 기쁨을 얻고 매우 자랑스럽게 여긴다는 뜻이다. 셰핑은 로마 가톨릭 가정에서 태어났지만, 미국으로 이민하여 간호사가 된 후 개신교로 개종했다. 셰핑은 미국 남장로교회 해외선교부에서 선정한 "위대한 선교사 7인" 중 한 명으로 선정되었으며, 전 보건복지부 장관은 그녀를 "한국 여성운동의 선구자"라고 묘사했다. 셰핑은 한일장신대학교의 전신인 닐성경학교를 설립했다. 그녀는 또한 여성을 위한 이일학교를 설립했다.
셰핑은 학교 설립 및 교육, 교회 건축, 간호사 활동, 간호 교과서 번역 및 저서 출판, 그리고 수백 명의 소녀를 매춘에서 구하는 등 그녀가 봉사했던 한국 공동체에 상당하고 다양한 영향을 미쳤다. 일부 선교사들은 소외된 공동체와는 분리된 호화로운 삶을 살았지만, 셰핑은 정반대였다. 그녀는 자신이 봉사하는 한국 공동체의 일원이 되기 위해 적극적으로 노력했다. 그녀는 오로지 한국어로만 소통하고, 고아들을 양육하면서 가난한 과부들과 함께 살았으며, 이름을 한국식으로 서서평으로 바꾸었다.

## 생애

### 어린 시절
엘리자베스 셰핑은 1880년 9월 26일 독일 비스바덴의 로마 가톨릭 가정에서 태어났다. 프랑켄 거리 정원 막사에서 태어났다. 한 살 때 아버지를 여의고, 어머니 안나 셰핑(결혼후 안나 슈나이더)은 할머니에게 맡기고 홀로 미국으로 이민을 갔다. 할아버지는 안드레아스 셰핑(Andreas Schepping), 할머니는 엘리자베스 셰핑(결혼전 Elisabeth Faber)였다. 셰핑은 9살에 할머니를 여의자, 홀로 뉴욕으로 이민을 가서 어머니를 만나 학업을 마쳤다. 19세에 미국 시민권을 얻었고, 21세에 정식 간호사가 되었다. 뉴욕 유대인 병원에서 야간 수석 간호사로 일하면서, 셰핑은 낮에는 성경교사훈련학교(Bible Teacher Training School, 현재의 뉴욕 신학대학)에서 종교 관련 과목을 수강했다. 셰핑은 이 학교의 설립자이자 전 총장인 윌버트 웹스터 화이트를 만났다. 화이트는 셰핑에게 성경을 해석하는 방법을 가르쳤고, 그녀는 이 지식을 선교 활동에 활용했다. 이는 그녀가 간호학, 신학, 교육학을 탐구하게 했으며, 선교사가 되려는 영감을 주었다. 셰핑은 자신의 삶을 헌신적인 삶에 바치기로 결심했다. 그녀는 학생 자원봉사 운동, 사회 복음 운동, 그리고 전 세계적인 기독교 단합을 촉진하는 에큐메니즘과 같은 여러 운동을 접했다. 셰핑은 또한 간호사 동료 중 한 명에게서 개신교를 소개받았다. 결국 그녀는 로마 가톨릭에서 개신교로 개종했고, 이로 인해 어머니에게 의절당했다.

## 선교

### 소명
셰핑은 간호사로서 유대인 요양소, 이탈리아 이민자 수용소 등에서 봉사활동을 하였으며 간호전문학교 졸업후 브루클린주 이시병원에서 근무했다. 1904년 뉴욕 성서교사훈련학교의 여행자를 돕는 선교회(Traveler's Aid Missionary)에서 1년 동안 봉사하였다.
간호사로서 셰핑은 가난하고 소외된 사람들을 치료하려는 선교사로서 간호, 신학, 교육에 대한 지식을 결합했다. 신학교에 다니던 중, 그녀는 한국 병원에 간호사가 절실히 필요하다는 소식을 들었다. 이는 결국 그녀가 32세 때 미국 남장로교회 선교회에 합류하여 조선으로 가기로 결심하게 된 계기가 되었다. 이 시기에 한국은 2년 전인 1910년에 일본 제국이 한국을 점령했기 때문에 불안정했다. 정부와 대부분의 사회는 약자들을 더욱 방치했다. 그 결과, 구걸하는 사람, 한센병 환자, 병든 환자의 수가 증가하여 굶주림과 질병으로 사망했다. 셰핑은 그들의 삶을 개선하는 데 도움을 주고 싶었다. 1911년에 지원했고, 1912년 2월 20일 32세에 선교 여행을 떠나 남은 평생을 그곳에서 봉사하는 데 바쳤다.

### 간호
1912년부터 1934년까지 셰핑은 광주, 군산, 부산, 서울 등 한국의 여러 지방에서 일했다. 특히 셰핑은 "여성, 과부, 고아, 한센병 환자 등" 가난하고 소외된 사람들을 돕기 위해 노력했다. 셰핑은 간호 활동에 가장 큰 우선순위를 두었다. 한국에 도착한 후, 그녀는 광주제중원, 구암 예수 병원, 세브란스병원, 그리고 한국의 다른 병원들에서 일했다. 간호사로서 그녀는 간호사들을 훈련하고 감독하는 책임도 맡았다. 셰핑은 한국에서 건강과 교육을 증진하기 위해 많은 간호 교과서를 출판하고 번역했다. 그녀가 저술한 간호 교과서 중 일부는 간호 교과서, 실습 간호 연구, 간호 지침서, 단순 위생법 등으로 번역되었다. 그녀는 1923년 조선간호부회(현 대한간호협회)의 설립자로 알려져 있다. 그녀는 10년간 회장으로 재직하며 대한간호협회가 국제간호협의회에 가입하는 데 성공했다.

### 교육
간호 외에도 셰핑은 교육을 매우 중요하게 여겨 한국에 학교를 설립했다. 예를 들어, 셰핑은 한국 최초의 여성 성경학교인 닐성경학교를 설립했는데, 한때 매년 3만~4만 명의 여성을 교육했다. 이 학교는 나중에 한일장신대학교로 알려지게 되었고, 오늘날까지 운영되고 있다. 설립부터 그녀의 사망까지, 셰핑은 이 학교에서 5~6과목을 직접 가르쳤다. 그녀가 다룬 주제 중 일부는 읽기, 쓰기, 찬송가, 성경 교육뿐만 아니라 지역 사회 전체에 질병이 퍼지는 것을 막기 위한 의학과 간호도 포함되었다. 교육을 장려하는 동안, 셰핑의 주요 헌신은 여성들을 기독교로 교육하여 효과적인 성경 여성으로 만드는 것이었다. 또한 셰핑은 이일이라는 여성 학교를 설립하여 여성들이 스스로를 부양하고 생계를 꾸리는 방법을 가르쳤다. 셰핑은 누에를 키우고 여성들에게 바느질 방법을 교육하여 학교가 자립할 수 있도록 했다. 낮에는 교사였지만 밤에는 전도 행사를 열고 여성들을 전도사로 훈련시켰다. 한국 여성들은 보통 가족이나 마을 이름을 따라 불렸기 때문에 셰핑은 그들에게 기독교 이름을 지어주었다. 이를 통해 여성들은 기독교인으로서 더 강하게 정체성을 확립하고 성경을 전파하는 데 힘을 얻었다.

### 문화 동화
다른 많은 선교사들과 달리, 셰핑은 한국 문화에 적극적으로 동화되려고 노력했고 자신을 한국 사람들과 동일시했다. 셰핑은 자신이 봉사하는 공동체보다 우월하다고 생각하지 않았으며, 이는 그녀가 일상생활을 영위하는 방식에서 증명된다. 그녀는 전통 한국 의상을 입고, 한국 음식을 먹고, 한국어를 유창하게 말했으며, 한국의 풍습, 문화, 신념을 따랐다. 어떤 사람들은 셰핑을 "한국인보다 더 한국적인 외국인"이라고 불렀다. 셰핑은 한국에서 매우 검소한 삶을 살았다. 그녀는 34명의 가난한 과부들과 함께 살았고, 13명의 딸을 입양했으며, 된장국과 보리밥만 먹고, 함석 지붕이 있는 흙집에서 살았다. 이는 자신이 봉사하는 공동체와 분리된 호화로운 저택에서 살았던 선교사들과는 대조적이다. 또한 셰핑은 자신의 이름을 서서평으로 바꾸고 일본이 한국어 사용을 금지하는 정책을 수립했을 때도 오직 한국어로만 다른 사람들과 소통했다. 셰핑은 1934년 사망할 때까지 22년간 한국에서 봉사했으며, 영양실조로 사망했다. 그녀의 마지막 말은 자신의 시신을 세브란스병원에서 해부용으로 사용하라는 것이었다.

## 유산
셰핑은 미국 남장로교회 해외선교부에서 "위대한 선교사 7인"으로 선정되었다. 그녀는 광주에서 흡연, 음주, 매춘에 대한 금지 운동을 주도한 것으로 알려져 있다. 또한 셰핑은 닐 성경학교(앞서 언급)와 같이 그녀가 설립한 학교에 다니는 여성들에게 상당한 영향을 미쳤다. 이 시기에 대다수의 한국 여성들은 문맹이었고 경제가 어떻게 돌아가는지 알지 못했다. 여성 교육은 제한적이었고, 셰핑은 한국 여성들에게 배우고 성장할 기회를 제공함으로써 이러한 격차를 해소하고자 했다. 닐 성경학교는 그 지역의 여성 교육에 있어서 중요한 역할을 하는 것으로 알려지게 되었다. 이곳을 졸업한 많은 여성들은 계몽 운동과 신여성 운동의 선구자였다. 셰핑은 여성 교육과 문해력을 증진함으로써 여성 계몽의 사심 없는 선구자로 여겨졌다. 전 보건복지부 장관이었던 김모임은 셰핑을 "한국 여성운동의 선구자이자 사랑의 제자인 나이팅게일의 진정한 후예"라고 평가했다. 2017년에는 그녀의 봉사하는 삶을 다룬 기독교 다큐멘터리 영화 《서서평, 천천히 평온하게》가 개봉되었다.

## 관련 작품

### 영화
- 《서서평, 천천히 평온하게》 2017년 | 다큐멘터리 | 2017.04.26 개봉 | 78분 | 전체 관람가 | 감독 홍주연 | 출연 하정우, 윤안나, 안은새, 정혜윤

### 책
- 《조선의 작은 예수 서서평(천천히 평온하게)》 백춘성 저
- 《조선을 섬긴 행복 (서서평의 사랑과 인생)》 양창삼 저
- 《그대 행복한가요? (행복을 잃고 살아가는 바보들에게 주는 서서평의 편지)》 (양국주 저
- 《조선을 섬긴 행복 (서서평의 사랑과 인생)》 양창삼(대학교수) 저
- 《천국에서 만납시다 (선교사 서서평 일대기)》 백춘성 저 | 대한간호협회
- 《목포 기독교 이야기 (목포 기독교 120년사 초기)》 김양호 저
- 《바보야 성공이 아니라 섬김이야 (엘리제 쉐핑 이야기)》 양국주 저
- 《더러는 옥토에 떨어지는 눈물이고저》 임형태 저
- 《행복한 만남 (믿음의 다음 세대를 세우고자 하는 꿈과 비전)》 김호진 저
- 《자작나무 (김상배 세번째 시집)》 김상배 저
- 《생명봉사적 통전선교》 임희모 저
- 《참으로 해방된 평신도》 폴 스티븐스 저
- 《본향을 떠나 약속의 땅으로》 한일장신대학교 정년퇴임기념논문집 발간위원회 저
- 《시온의 빛고을 광주》 백춘성 저
- 《빛과 소금(2017년 4월호)》 두란노 편집부 저
- 《광주 1백년 1 (개화기 이후 광주의 삶과 풍속)》 박선홍 저
- 《호남사람 이야기 (우리가 꼭 알아야 할 역사인물 150)》 남성숙 저